# Baselga
Baselga fue una aldea de la Comunidad de Daroca, actualmente despoblada.

## Toponimia
Baselga proviene del latín BASILICA un tipo de edificio que fue usado para las primitivas iglesias. Según Juan A. Frago Gracia, el topónimo muestra la vitalidad lingüística de las comunidades mozárabes. En aragonés medieval se embleaba la palabra Baselica, como en Baselgas en Jabarrella y el río Baselgas en Tudela (río de Baselcas en 1294). En Valencia hay un Beselga con el mismo origen. Otros topónimos con la misma raíz que se pueden hallar en Fuentes de Ebro, Paniza, Osera y Alcañiz son probables derivados de su uso como apellido.